# Iglesia de Santo Tomás (Preston)
La Iglesia de Santo Tomás se encuentra en Lancaster Road, Preston, Lancashire, Inglaterra. Históricamente ha sido una iglesia parroquial anglicana, y ahora es utilizada por la Iglesia de la Ciudad de Preston, una iglesia del  AOG GB . La iglesia está registrada en la Lista del Patrimonio Nacional de Inglaterra como un edificio listado de Grado II. 

## Historia
Fue diseñada por John Latham y construida entre 1837 y 1839 a un costo de 4500 £. Cuando se construyó por primera vez, la iglesia tenía capacidad para 1100 personas. Está registrada en 1869 que cerca de la entrada de la iglesia había un banco con cortinas que fue ocupado por Edward Hermon, miembro del Parlamento local. Fue declarada redundante el 1 de noviembre de 1983. En mayo de 1987 estaba en uso «cívico, cultural o comunitario», y desde el 6 de febrero de 2001 se ha utilizado para «el culto de otras creencias cristianas». Desde 2014 fue la Iglesia Pentecostal Preston Elim. A partir de 2018 se convirtió en el Centro Santo Tomás, después de que fuera comprada y utilizada por la Iglesia de la Ciudad de Preston. 

## Arquitectura
Está construida en piedra arenisca con techos de pizarra, y es principalmente de estilo neorrománico (normando); todas las aberturas son redondas. La iglesia consta de una  nave de seis tramos con un claristorio, naves laterales norte y sur, y un coro con un ábside de cinco lados, flanqueado por sacristías norte y sur. Encima del presbiterio hay una torre de tres plantas con una ventana a cada lado del piso intermedio y aberturas de campana de dos luces en la planta superior. Sobre la torre hay una aguja de brocha. En la parte inferior del frente oeste hay una ventana en un marco de estilo normando flanqueada por ventanas en dos niveles. Por encima de ésta hay una ventana de tres luces, y en el gablete hay un rosetón. Hay puertas a cada lado de la iglesia en la bahía occidental de los pasillos, la puerta norte está a dos aguas. Los otros tramos a lo largo de los lados de los pasillos y los tramos del claristorio están divididos por pilastras, y cada uno tiene una ventana. También hay una ventana a cada lado del ábside. Dentro de la iglesia, las arcadas descansan sobre columnas cilíndricas. El interior de la iglesia ha sido dividido por la inserción de un piso superior. 

## Valoración
La iglesia fue designada como edificio protegido de Grado II el 27 de septiembre de 1979. El grado II es el más bajo de los tres grados de la lista y se aplica a "edificios de importancia nacional y de interés especial". Hartwell y Pevsner en la serie Edificios de Inglaterra afirman que la iglesia «es realmente una criatura extraña», comentando que aunque es principalmente de estilo normando, la aguja de brocha no es una característica normanda, y que el sitio de la torre y el ábside poligonal, no son típicos del estilo normando. A. Hewitson, escribiendo en 1869, describió la iglesia como un «edificio pequeño, fuerte y de aspecto duro».
- Edificios listados en Preston, Lancashire